# 이지현 (1979년)
이지현(李知炫, 1979년 5월 2일 ~ )은 대한민국의 바둑 기사이다. 가족 관계는 어머니 김순애 여사이다.

## 약력
아마추어 당시 학생왕위전에서 우승하는 등 주목을 받았다. 1993년 제1기 EBS배 여류프로기전에서 준우승을 차지하면서 프로에 입단했고 한국외국어대학교 중국어과에 입학했다. 1999년 2단으로 승단하고 제11기 기성전 본선과 제1회 여류명인전, 제6기 여류프로국수전 본선, 제1회 흥창배 본선에 진출했다. 2003년 3단으로 승단했고 2004년 제6기 여류명인전 본선진과 2005년 제11기 프로여류국수전 본선에 진출했다. 2010년 3월에 4단으로 승단하였다. 2008년 한국물가정보배 바둑TV해설을 맡았다. 2022년에 5단으로 승단했다.